# 842 до н. е.

## Події
Загибель царя Юдеї Йорама у невдалему поході на Арам. Царем став Охозія, але його правління тривало лише два місяці. Після цього царицею стала його мати Гофолія (Аталія).
До влади в Ізраїлі внаслідок військового перевороту прийшов Єгу.